# (196256) 2003 EH1
(196256) 2003 EH1 è un asteroide classificato come oggetto near-Earth e facente parte del gruppo Amor. Scoperto il 6 marzo 2003 dagli astronomi del programma LONEOS presso la Anderson Mesa Station, un osservatorio astronomico sito vicino a Flagstaff, in Arizona, l'asteroide è stato proposto da Peter Jenniskens come corpo progenitore dello sciame meteorico delle Quadrantidi, visibile ogni anno nel mese di gennaio. È stata suggerita anche una connessione tra 196256 2003 EH1 e la cometa C/1490 Y1, osservata per la prima volta nel 1490 da parte di astronomi cinesi, giapponesi e coreani, la quale si sarebbe disintegrata circa un secolo dopo la sua scoperta, trasformandosi nel suddetto asteroide che sarebbe quindi un esempio di cometa estinta.
(196256) 2003 EH1 presenta un'orbita caratterizzata da un semiasse maggiore pari a 3,12275 au e da un'eccentricità di 0,618907, inclinata di 70,865968° rispetto all'eclittica.